# Santiago Nestares Padilla
Santiago Nestares Padilla (Madrid, 1 de octubre de 1942-Ìbidem, 17 de mayo de 2020) fue un farmacéutico y empresario español. Fundador de la empresa Avizor, empresa especializada en la contactología, dentro de la óptica.

## Biografía
Era el único varón de cuatro hermanos. Tras estudiar farmacia en la Universidad Complutense de Madrid, se estableció en el madrileño barrio de Usera. De vocación multidisciplinar, compaginó su trabajo con sus aficiones a la poesía, la narrativa y la pintura. 
En 1981 creó la empresa Avizor, centrada en aportar diversas soluciones relacionadas con los avances de la óptica, a través de la fabricación de soluciones para la limpieza y el mantenimiento de todo tipo de lentes de contacto. 
En 2012, Avizor se trasladó a unas nuevas instalaciones en Madrid, donde se aglutinaron todos sus departamentos, incluido el de I+D.
En diciembre de 2015 la firma de capital riesgo ProA Capital, dirigida por Fernando Ortiz, yerno de Esther Koplowitz, adquirió Avizor, por un importe que osciló entre los veinte y los treinta millones de euros.
En 2020 contaba con doscientos trabajadores, exportaba a más de ochenta países, y movía una cifra de negocio superior a los veinte millones de euros anuales.